# Piper melanocaulon
Piper melanocaulon är en pepparväxtart som beskrevs av Eduardo Quisumbing y Argüelles. Piper melanocaulon ingår i släktet Piper och familjen pepparväxter. Inga underarter finns listade i Catalogue of Life.